# Lynk & Co
Lynk & Co (кит. 领克; піньїнь: Líng kè) — китайсько-шведський автомобільний бренд, що належить Geely Automobile Holding. Бренд, заснований у Гетеборзі, Швеція у 2016 році, зосереджується на підключенні до Інтернету та інноваційних моделях купівлі та націлений на молоду професійну демографічну групу.

## Моделі
Lynk & Co анонсувала три моделі, призначені для виробництва, усі вони базуються на платформі Compact Modular Architecture (CMA), розробленій CEVT і використовується також Volvo. Першим продуктом, анонсованим Lynk & Co, був кросовер 01, серійна версія, вперше показана на автосалоні в Шанхаї 2017 року. Виробництво 01 почалося спочатку в Китаї в 2017 році. Концепт другої моделі, седана 03, вперше був показаний разом із серійним 01 у Шанхаї. Третя модель, також заснована на платформі, яка є спільною з Volvo XC40, є 02. Менший за 01, це також кросовер.
Поточні моделі:
- Lynk & Co 01 (2017–теперішній час), компактний позашляховик
- Lynk & Co 02 (2018–дотепер), компактний хетчбек і компактний позашляховик-кросовер
- Lynk & Co 03 (2018–по теперішній час), компактний седан
- Lynk & Co 04 (2020–дотепер), електричний скутер, випущений разом із 06 у поєднанні з Ninebot
- Lynk & Co 05 (2019–дотепер), компактний позашляховик купе на основі 01
- Lynk & Co 06 (2020–теперішній час), субкомпактний позашляховик
- Lynk & Co 07 (2021–дотепер), компактний 7-місний позашляховик
- Lynk & Co 09 (2021–дотепер), позашляховик середнього розміру

Спочатку компанія Lynk & Co планувала випустити Lynk & Co 04 у вигляді компактного хетчбека, але до 2020 року її скасували, а на табличці замість неї став електричний скутер.

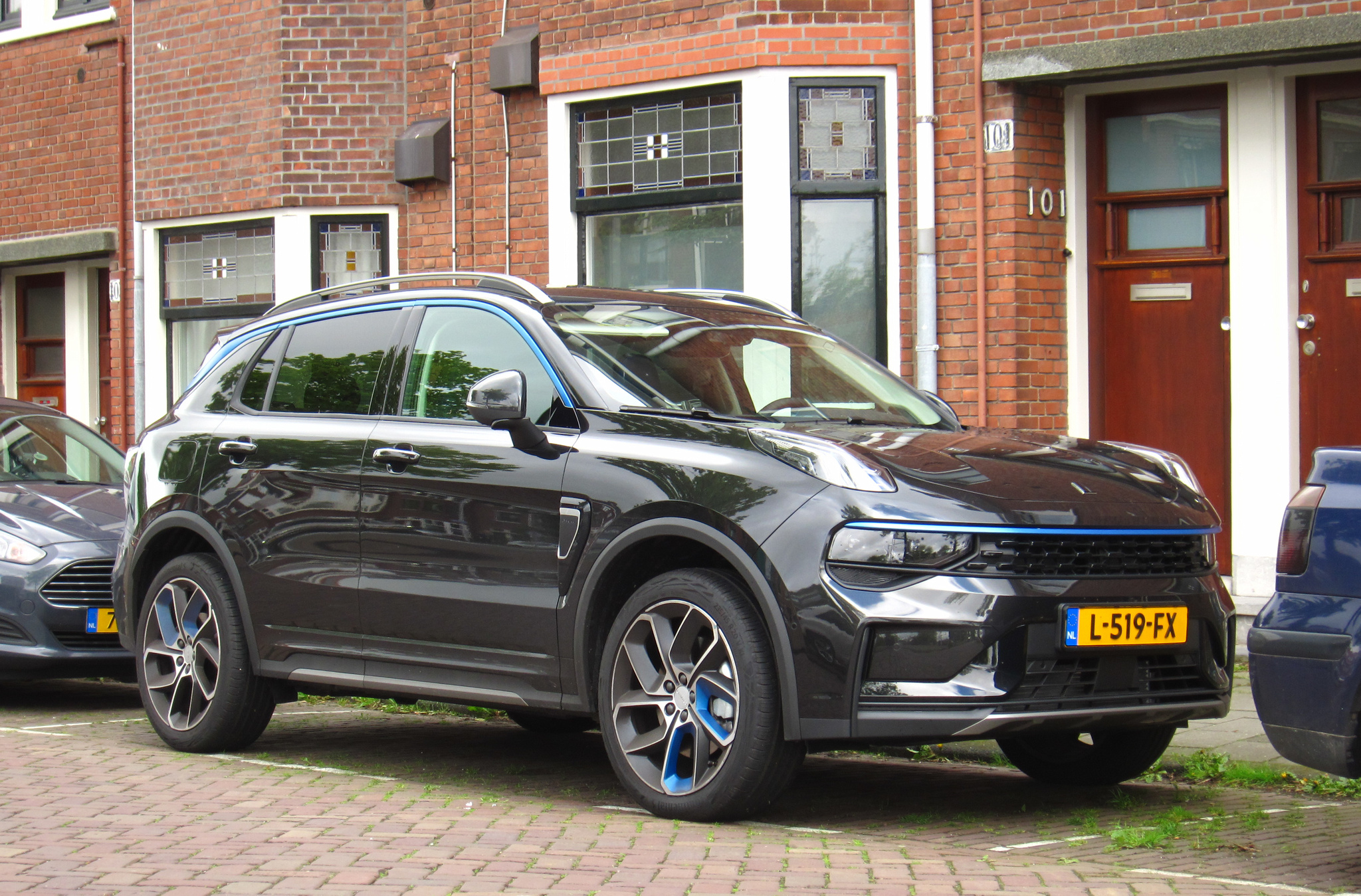
Lynk & Co 01
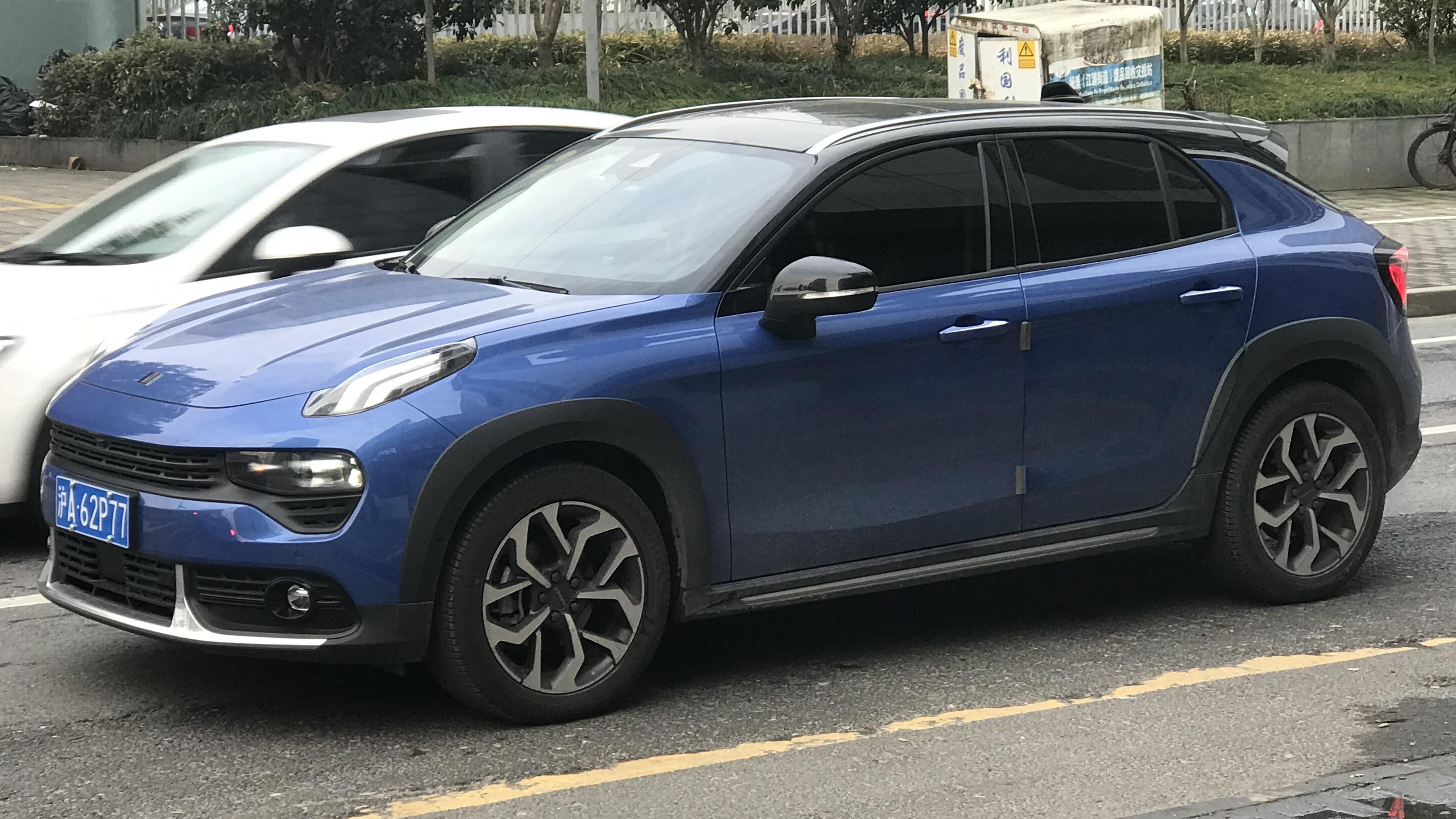
Lynk & Co 02
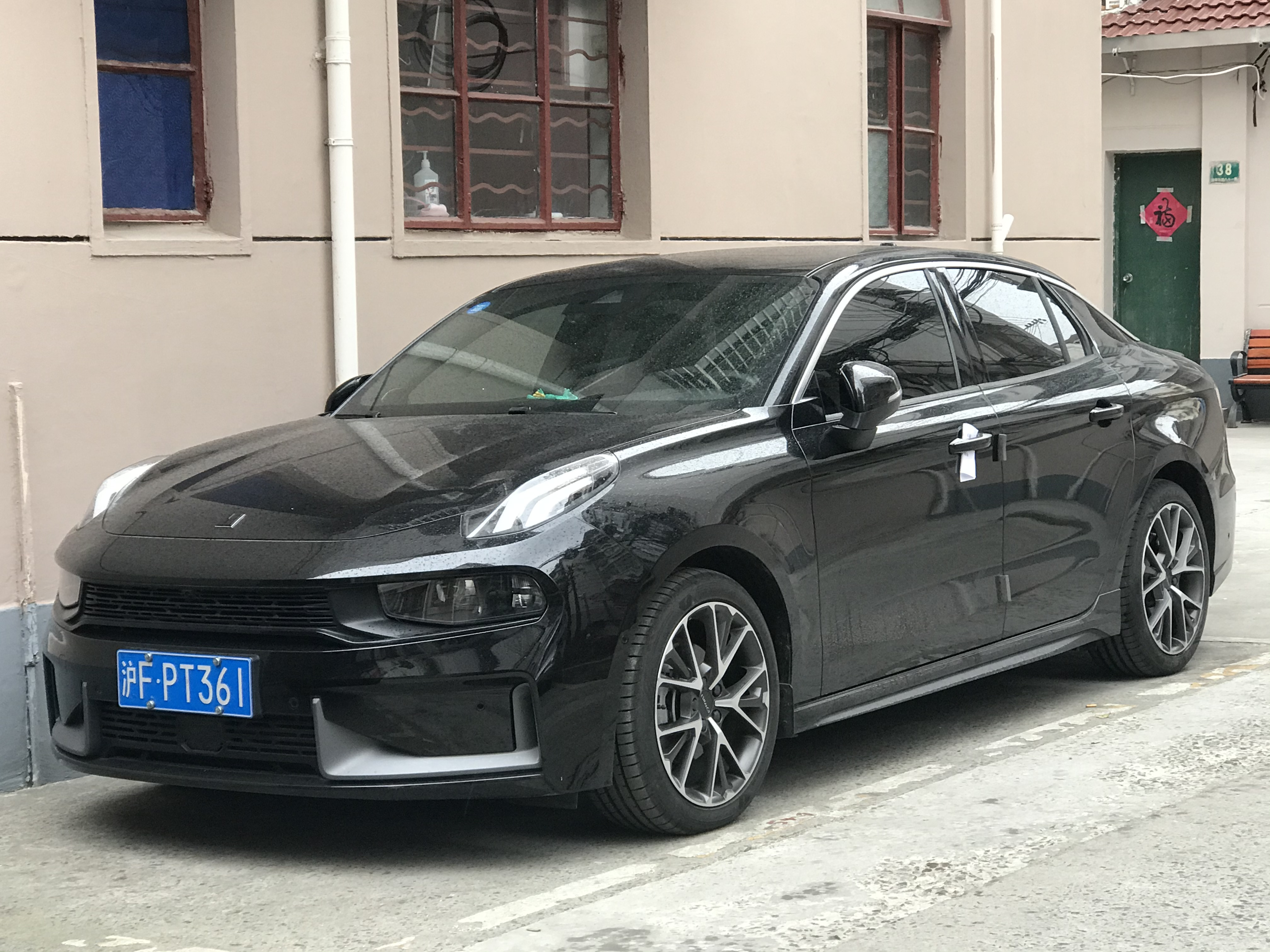
Lynk & Co 03
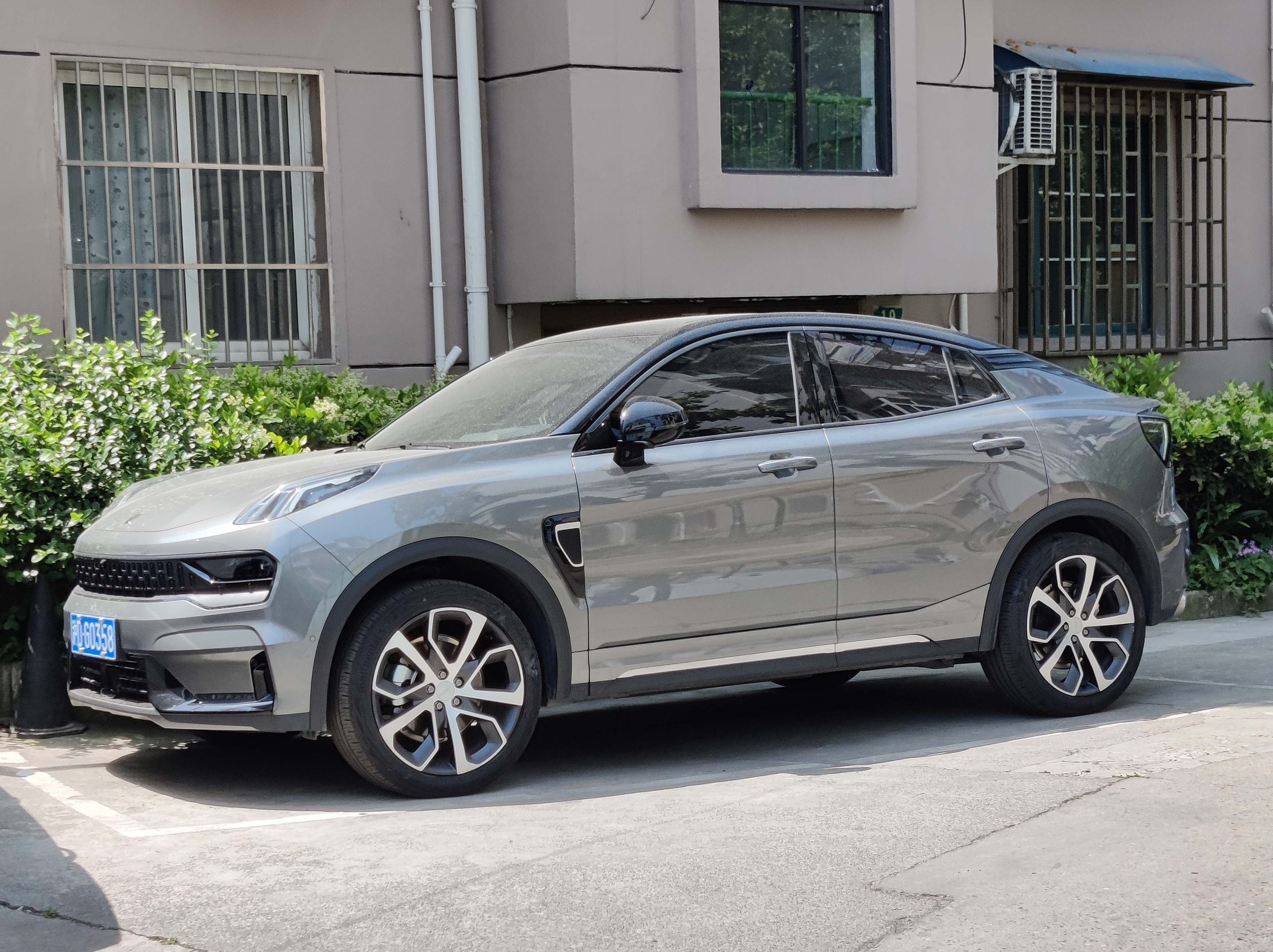
Lynk & Co 05
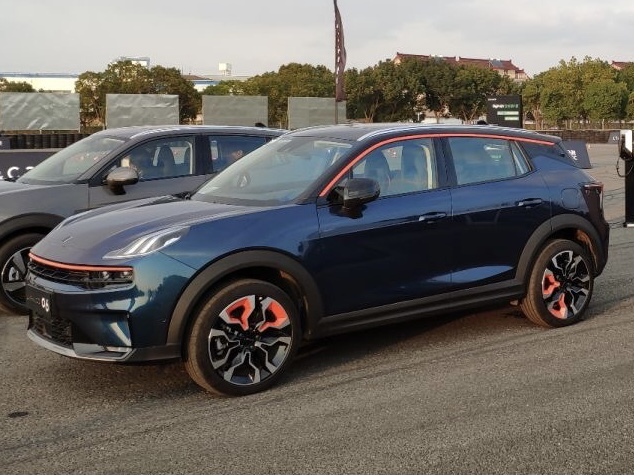
Lynk & Co 06
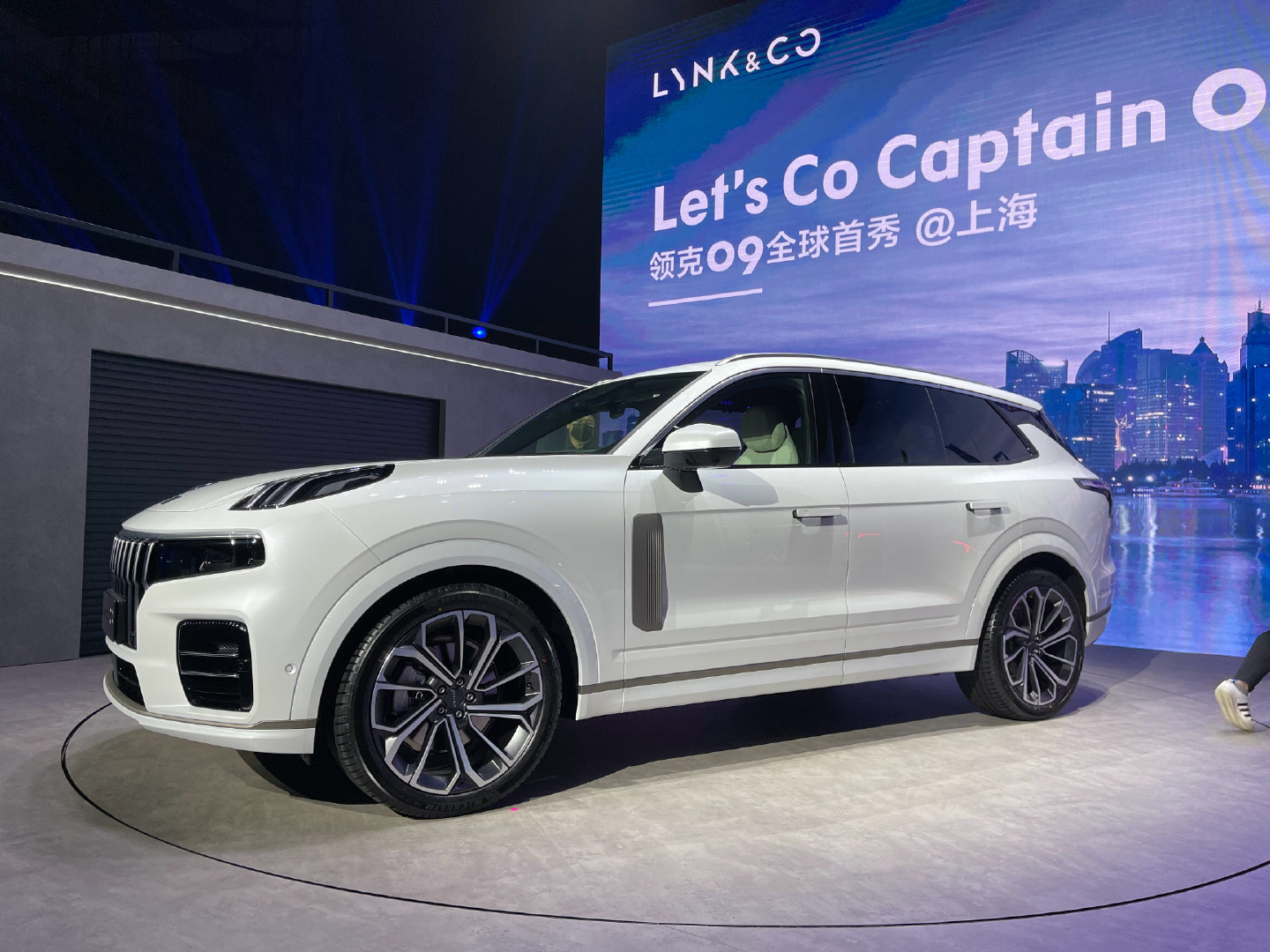
Lynk & Co 09
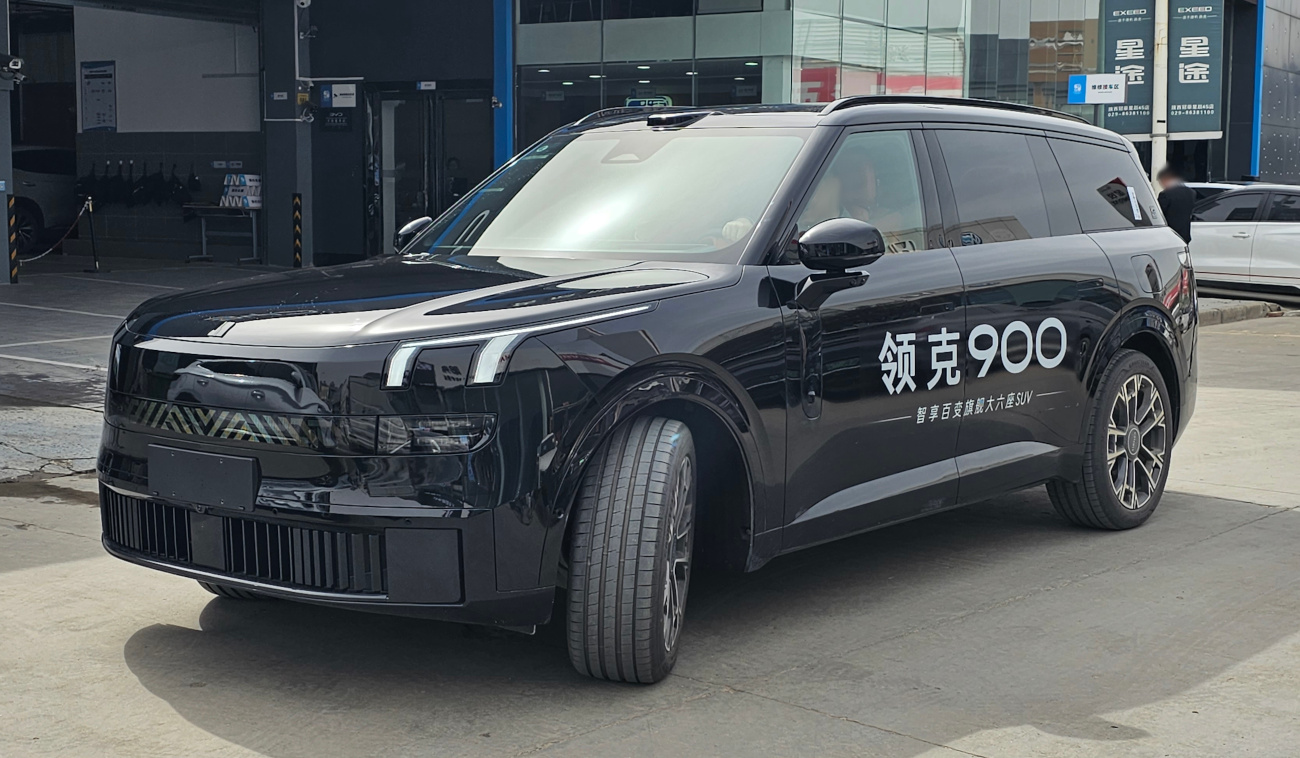
Lynk & Co 900